# Saint-Frichoux
Saint-Frichoux è un comune francese di 229 abitanti situato nel dipartimento dell'Aude nella regione dell'Occitania.

## Società

### Evoluzione demografica
Abitanti censiti